# Camil Domínguez
Camil Domínguez, född 7 december 1991, är en  volleybollspelare (passare) som avslutat sin spelarkarriär.
Domínguez spelar i Dominikanska republikens landslag och har med dem vunnit  Nordamerikanska mästerskapet 2019 och tagit silver 2015. Hon har även spelat med landslaget vid VM 2022. På klubbnivå har hon spelat för klubbar i Domikanska republiken samt med universitslag i USA.